# Cestrotus argenteus
Cestrotus argenteus är en tvåvingeart som beskrevs av Friedrich Georg Hendel 1920. Cestrotus argenteus ingår i släktet Cestrotus och familjen lövflugor.
Artens utbredningsområde är Etiopien. Inga underarter finns listade i Catalogue of Life.